# Медведев, Пётр Герасимович
Пётр Герасимович Медведев (5 января 1916 года, деревня Дворище, Витебский уезд, Витебская губерния, Российская империя — 8 марта 1981 года, Латвийская ССР) — директор совхоза «Окте» Талсинского района Латвийской ССР. Герой Социалистического Труда (1958).

## Биография
Родился в 1916 году в крестьянской семье в деревне Дворище (уничтожена в годы Великой Отечественной войны) Витебского уезда. Окончил Витебский сельскохозяйственный техникум, получив специальность «ветеринар» (1938). Потом проходил срочную службу в Красной Армии. По одним сведениям участвовал в боях на Халхин-Голе, по другим сведениям — принимал участие в советско-финляндской войне. После армии трудился в сельском хозяйстве в Витебской области, обучался на заочном отделении Белорусского государственного сельскохозяйственного института. Член ВКП(б) с 1942 года.
С 1941 года участвовал в Великой Отечественной войне. Сражался в боях около Великих Лук. С 1943 года — старший лейтенант ветеринарной службы, командир 5-й роты 137-го стрелкового полка 68-й Армии. Руководил заготовкой и переработкой лесоматериалов для строительства моста через реку Пола около деревни Налючи, дороги в Парфинском районе Новгородской области. Возглавляемое им воинское подразделение ежедневно выполняло план на 130—150 %. За выдающиеся достижения был награждён медалью «За боевые заслуги». В последние годы войны воевал при освобождении Советской Латвии.
После демобилизации в 1946 году проживал в Латвийской ССР. Трудился ветеринаром в Талсинском уезде. С 1954 года — директор совхоза «Окте» Талсинского уезда, который занимался селекцией лошадей новой латвийской упряжной породы, утверждённой в 1952 году. Благодаря грамотному руководству совхоз добился высоких показателей в животноводстве и земледелии. Указом Президиума Верховного Совета СССР от 15 февраля 1958 года удостоен звания Героя Социалистического Труда «за выдающиеся успехи, достигнутые в деле развития сельского хозяйства по производству зерна, картофеля, сахарной свеклы, мяса, молока и других продуктов сельского хозяйства, и внедрение в производство достижений науки и передового опыта» с вручением ордена Ленина и золотой медали Серп и Молот.
В этом же совхозе работали труженики, удостоенные звания Героя Социалистического Труда: бригадир полеводческой бригады Эрнест Фрицевич Зебергс (удостоен звания в 1948 году), звеньевой полеводческого звена Янис Юрьевич Херманис (удостоен звания в 1949 году), скотник Антон Антонович Катковский (удостоен звания в 1949 году) и Фриц Индрикович Калнс (удостоен звания в 1949 году).
С 1964 года — директор совхоза «Улброка» Рижского района, который возглавлял до 1971 года. За выдающиеся успехи, достигнутые в развитии сельскохозяйственного производства и выполнении заданий Восьмой пятилетки (1966—1970) продажи государству продуктов земледелия и животноводства награждён в 1971 году Орденом Октябрьской Революции.
После выхода на пенсию проживал в Латвийской ССР. Скончался в марте 1981 года после тяжёлой продолжительной болезни.
Награды и звания
- Герой Социалистического Труда
- Орден Ленина
- Орден Октябрьской Революции (08.04.1971)
- Медаль «За боевые заслуги» (22.04.1943)